# Eagle Mountain (Utah)
Eagle Mountain ist eine Stadt im Utah County des US-Bundesstaates Utah. Das U.S. Census Bureau hat bei der Volkszählung 2020 eine Einwohnerzahl von 43.623 ermittelt.
Die Stadt ist Teil der Metropolregion Provo-Orem. Die Stadt liegt sowohl westlich als auch nördlich der Lake Mountains, die sich westlich des Utah Lake befinden.

## Geschichte
Eagle Mountain wurde 1996 als Gemeinde gegründet und 2001 zu einer Stadt erhoben. Das Gebiet beherbergt eine Reihe von Naturdenkmälern, darunter eine Stätte entlang des ursprünglichen Pony-Express-Trails und 1.800 Jahre alte Felszeichnungen, die von den Fremont-Indianern gemeißelt wurden. Im Jahr 2011 wurde Eagle Mountain weiter nach Westen ausgedehnt, indem das Viertel White Hills mit etwa 400 Einwohnern eingemeindet wurde, ebenso wie ein weiteres Gebiet.

## Demografie
Nach einer Schätzung von 2019 leben in Eagle Mountain 38.391 Menschen. Die Bevölkerung teilt sich auf in 83,1 % nicht-hispanische Weiße, 0,3 % Afroamerikaner, 0,1 % indianischer Abstammung, 0,6 % Asiaten, 0,2 % Ozeanier, 0,2 % Sonstige und 3,9 % mit zwei oder mehr Ethnizitäten. Hispanics machten 11,8 % der Bevölkerung aus. Das mittlere Haushaltseinkommen lag 2017 bei 88.734 US-Dollar und die Armutsquote bei 7,4 %.

## Politik
Im Jahr 2015 gehörte Eagle Mountain zu den 10 konservativsten Städten in den Vereinigten Staaten, gemessen an politischen Spenden.